# Tippah County
Das Tippah County ist ein County im US-amerikanischen Bundesstaat Mississippi. Im Jahr 2020 hatte das County 21.815 Einwohner und eine Bevölkerungsdichte von 18,4 Einwohnern pro Quadratkilometer. Der Verwaltungssitz (County Seat) ist Ripley.

## Geografie
Das County liegt im Norden von Mississippi und grenzt an Tennessee. Es hat eine Fläche von 1191 Quadratkilometern, wovon fünf Quadratkilometer Wasserfläche sind.
Etwa fünf Kilometer nördlich von Ripley befindet sich der Tippah County Lake, ein kleiner Stausee, der für Freizeitfischerei und Naherholung genutzt wird.
An das Tippah County grenzen folgende Nachbarcountys:
|               | Hardeman County (Tennessee) | Alcorn County   |
| Benton County |                             |                 |
|               | Union County                | Prentiss County |

## Geschichte
Das Tippah County wurde am 9. Februar 1836 aus Land der Chickasaw gebildet. Der Name des Countys stammt aus der Sprache der Chickasaw und bedeutet etwa Abgrenzung.

## Demografische Daten
Nach der Volkszählung im Jahr 2010 lebten im Tippah County 22.232 Menschen in 8591 Haushalten. Die Bevölkerungsdichte betrug 18,7 Einwohner pro Quadratkilometer. In den 8591 Haushalten lebten statistisch je 2,46 Personen.
Ethnisch betrachtet setzte sich die Bevölkerung zusammen aus 81,8 Prozent Weißen, 16,4 Prozent Afroamerikanern, 0,4 Prozent amerikanischen Ureinwohnern, 0,2 Prozent Asiaten sowie aus anderen ethnischen Gruppen; 1,2 Prozent stammten von zwei oder mehr Ethnien ab. Unabhängig von der ethnischen Zugehörigkeit waren 4,7 Prozent der Bevölkerung spanischer oder lateinamerikanischer Abstammung.
25 Prozent der Bevölkerung waren unter 18 Jahre alt, 60 Prozent waren zwischen 18 und 64 und 15 Prozent waren 65 Jahre oder älter. 51,1 Prozent der Bevölkerung war weiblich.

Das jährliche Durchschnittseinkommen eines Haushalts lag bei 32.109 USD. Das Pro-Kopf-Einkommen betrug 16.365 USD. 24,1 Prozent der Einwohner lebten unterhalb der Armutsgrenze.

## Ortschaften im Tippah County
City
- Ripley

Towns
- Blue Mountain
- Dumas
- Falkner
- Walnut

Unincorporated Communities
| - Bluff - Brownfield - Chalybeate - Cotton Plant | - Gravestown - Mitchell - Tiplersville |

## Gliederung
Das Tippah County ist in fünf durchnummerierte Distrikte eingeteilt:
| Distrikt | Einwohner (2010) | FIPS     |
| -------- | ---------------- | -------- |
| 1        | 4485             | 28-90630 |
| 2        | 4866             | 28-91368 |
| 3        | 4388             | 28-92106 |
| 4        | 4584             | 28-92844 |
| 5        | 3909             | 28-93582 |